# 丹妮·塞繆爾
丹妮·塞繆爾（1988年5月26日—）是一名澳洲田徑運動員，曾代表國家參加2008年北京奧運的女子鐵餅比賽及2012年倫敦奧運的女子鐵餅比賽，兩次都未能獲獎。

## 外部連結
- 丹妮·塞繆爾在的頁面